# 莱罗
莱罗，是西班牙加利西亚自治区奥伦塞省的一个市镇。总面积38平方公里，总人口1949人（2001年），人口密度51人/平方公里。